# Высшая школа музыки в Мюнстере
Мюнстерская высшая школа музыки была основана в 1972 году, а с 2004 года была преобразована в независимый факультет Вестфальского университета имени Вильгельма, на законном уровне являющимся самостоятельной Консерваторией

## История
Мюнстерская школа музыки была впервые открыта в 1959 году в городе Мюнстер и называлась «Консерватория вестфальской школы музыки». С 1972 по 1986 год она являлась частью Высшей школы музыки Вестфален-Липпе, с 1987 по 2003 год была частью Высшей школы музыки города Детмольд, а уже с 1.04.2004 Мюнстерская высшая школа музыки стала независимым факультетом Вестфальского университета имени Вильгельма, оставшись по статусу государственной Высшей школой музыки.
С октября 2020, деканом Мюнстерской Высшей школы музыки является Стефан Фролейкс, до этого, деканами в различное время с 1995 по 2020 являлись пианист Михаэль Келлер, Гитарист Рейнберт Эверс. Симфонический оркестр Высшей школы музыки города Мюнстер находится под управлением немецкого дирижёра Кристиана Лоренца.
Начиная с зимнего семестра 2014/15, в Мюнстерской высшей школе музыки впервые открылся камерный зал, включающий в свою коллекцию 12 исторических роялей разных эпох.
С зимнего семестра 2017/18 также был основан Институт педагогики при Мюнстерской высшей школе музыки. Данное учебное заведение готовит специалистов узкого направления и исследователей в области музыкальной педагогики.

## Структура Высшей школы музыки
В настоящее время Мюнстерская Высшая школа музыки предлагает обучение по следующим аккредитованным программам: Бакалавриат, Магистратура, Концертное исполнительство и специальный сертификационный год, а также каждая из программ делится на искусственное и педагогическое направления. Помимо вышеперечисленных программ, Высшая школа музыки также предоставляет обучение в юношеской академии для особо одарённых детей.
Список специальных направлений:
Академический вокал
- Фортепиано
- Орган
- Клавесин
- Ударные инструменты
- Духовые инструменты
- Струнные инструменты
- Гитара
- Аккордеон
- Арфа
- Музыкальное продюсирование